# Acil-KoA dehidrogenaza
Acil-KoA dehidrogenaza (EC 1.3.99.3, acilna dehidrogenaza, masna acil koenzim A dehidrogenaza, acil koenzim A dehidrogenaza, masna-acil-KoA dehidrogenaza, acil KoA dehidrogenaza, general acil KoA dehidrogenaza, acil lanca srednje dužine koenzim A dehidrogenaza, acil lanca srednje dužine KoA dehidrogenaza, acil-KoA:(akceptor) 2,3-oksidoreduktaza) je enzim sa sistematskim imenom acil-KoA:akceptor 2,3-oksidoreduktaza. Ovaj enzim katalizuje sledeću hemijsku reakciju:
acil-KoA + akceptor {\displaystyle \rightleftharpoons } 2,3-dehidroacil-KoA + redukovani akceptor
Ovaj flavoprotein je deo sistema koji redukuje ubihinon i druge akceptore.

## Literatura
- Nicholas C. Price; Lewis Stevens (1999). Fundamentals of Enzymology: The Cell and Molecular Biology of Catalytic Proteins (Third изд.). USA: Oxford University Press. ISBN 019850229X.
- Eric J. Toone (2006). Advances in Enzymology and Related Areas of Molecular Biology, Protein Evolution (Volume 75 изд.). Wiley-Interscience. ISBN 0471205036.
- Branden C; Tooze J. Introduction to Protein Structure. New York, NY: Garland Publishing. ISBN 0-8153-2305-0.
- Irwin H. Segel. Enzyme Kinetics: Behavior and Analysis of Rapid Equilibrium and Steady-State Enzyme Systems (Book 44 изд.). Wiley Classics Library. ISBN 0471303097.

## Spoljašnje veze
- Acyl-CoA+dehydrogenase на 